# Xabier Arakistain
Xabier Arakistain Ecenarro "Arakis" (Madrid, 23 de març de 1966) és curador independent, crític d'art espanyol i activista feminista. El 2005 va ser un dels impulsors del Manifest ARCO 2005 reclamant a les administracions públiques espanyoles mesures per afavorir la igualtat entre sexes en el camp de l'art. Entre les exposicions comisariades estan "Transexual Express" (1999-2001), "Kiss Kiss Bang Bang, 45 anys d'art i feminisme" (2007), la dedicada al col·lectiu feminista nord-americà Guerrilla Girls (2013) i la dedicada a la feminista britànica Margaret Harrison (2017).

## Trajectòria
El seu sobrenom "Arakis", li ve de quan anava a l'escola. Es reconeix com a hereu del punk anglès: "el sexe -assenyala- no era el més important i si ho era, eren les sexualitats dissidents i els encreuaments de gènere, el que més ens interessaven. Aquí van sorgir personatges com Boy George, Peter Burns de Dead or Alive, Leigh Bowery o Divine a Amèrica i Fanny Mcnamara. En tot el punk i l'afterpunk el travestisme era un cànon més de bellesa, però llavors no ho anomenàvem així, no ens interessaven les etiquetes perquè les etiquetes limiten. I en gran manera segueixo pensant el mateix".
Es va llicenciar en periodisme a la Facultat de Ciències Socials i de la Informació de la Universitat del País Basc amb una recerca sobre les identitats de sexe, gènere i sexuals en la imatge fílmica. Té a més un Màster en Cinema per la mateixa universitat.
Va fer la seva primera exposició el 1999 Trans Sexual Express (BilbaoArte) incorporant ja com a criteri curatorial la categoria de sexe.
"En aquella època jo estava preparant la meva tesi doctoral i ja m'havia convertit al feminisme, estava llegint “La política de les dones” de la filòsofa Amelia Valcárcel i pensava què puc fer per aportar un granet de sorra?, com es pot intervenir en el social aplicant aquests coneixements? I vaig triar el camí més curt, gairebé totes les meves amigues i amics són artistes d'una o una altra disciplina i a més mirant el panorama de l'art basc en aquell moment entre els artistes de la meva generació s'estava tocant el tema de les identitats reiteradament, així que vaig dir fer una exposició d'art contemporani. Va ser alguna cosa que va sorgir des del punt de vista militant."
El 2001 amb la comissària Rosa Martínez, l'exposició Trans Sexual Express es va ampliar a altres contextos exhibint-se al Centre d'Art Santa Mónica de Barcelona, en la Mücsarnok Kunsthalle de Budapest (2002) i en el Kiosko Alfonso de La Corunya (2002). De 2001 a 2003 va ser responsable de la programació paritària de la Sala d'Exposicions de la Fundació BilbaoArte i de 2003 a 2006 va dirigir les taules de debat sobre art i feminisme en els Fòrums d'experts en art contemporani de la Fira ARCO.

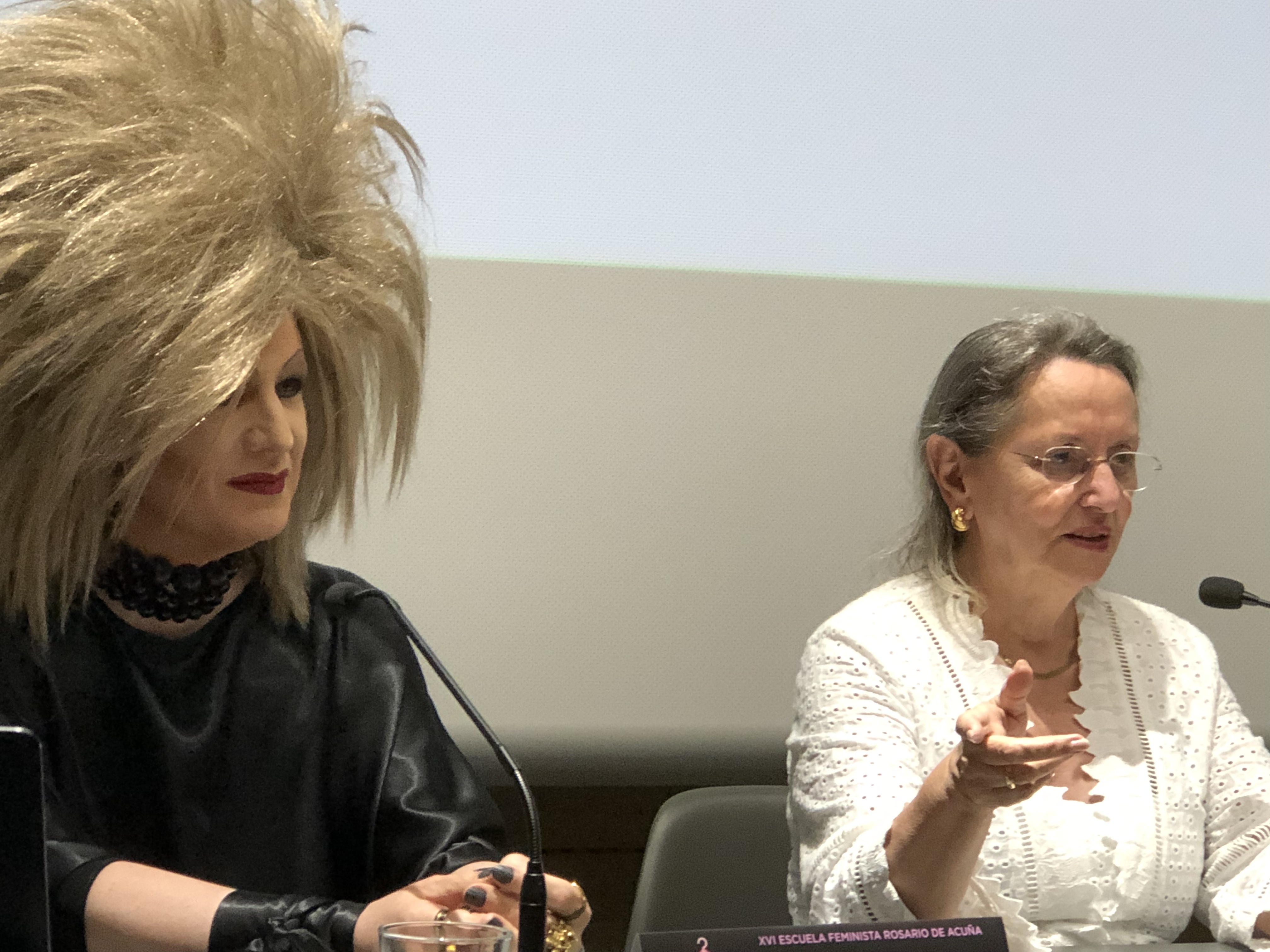
Arakis i Amelia Valcárcel a l'Escola Feminista Rosario Acunya 2019

El 2007 va comissarià l'exposició sobre art feminista Kiss-Kiss Bang-Bang. 45 anys d'Art i Feminisme, en el Museu de Belles Arts de Bilbao composta per 69 obres de 44 dones artistes individuals o membres de col·lectius artístics feministes entre les quals es trobaven obres d'artistes feministes com Barbara Kruger, Ulrike Rosembach, Martha Rosler, Yoko Ono, Zoe Leonard, VNS Matrix, Maite Garbayo, Guerrilla Girls i Catherine Opie. L'exposició va comptar amb cinc apartats: el primer, obres relacionades amb "la construcció cultural del sexe, el gènere i la sexualitat"; el segon, la "lluita pels drets civils i polítics" de les dones; el tercer, "la lluita per l'alliberament del cos", el quart dedicat a la "denúncia específica de la violència contra les dones" i el cinquè titulat "Com reescriure una veritable història del gènere humà".
Entre 2007 i 2011, va dirigir el Centre Cultural Montehermoso Kulturunea, on comisarià exposicions com La Mirada Iracunda (amb Maura Reilly), Living Together (amb Emma Dexter), What I See. Susan Hiller (amb Beatriz Herraez) o Kick in the Eye. Vuit estratègies feministes per interrompre la mirada masculina.
Arakistain també ha comissariat retrospectives dedicades a artistes pioneres de l'Art Feminista com Margaret Harrison "Margaret Harrison. Diàlegs entre el sexe, la classe i la violència" a Azkuna Zentroa 2017-2018), Judy Chicago "Why Not Judy Chicago? " a Azkuna Zentroa 2015,"Guerrilla Girls: Is it even worse in Europe" a la Whitechapel Gallery, Londres, 2016-17 o a l'artista underground britànic Leigh Bowery al Museu Tèxtil i de la Indumentària de Barcelona 2004, així com les exposicions col·lectives "Kiss Kiss Bang Bang, 86 passos en 45 anys d'Art i Feminisme " al Museu de BBAA, Bilbao 2007), "Per a tots els públics" a la Sala Rekalde de Bilbao, 2006 i "Switch on the Power " a la sala MARCO de Vigo.

## Polítiques d'igualtat i feminisme en l'art
Xabier Arakistain va ser impulsor el 2005 del Manifest ARCO 2005 reclamant a les administracions públiques mesures pràctiques per implementar la igualtat entre els sexes en el camp de l'art que va inspirar l'article 26 de la Llei orgànica de 2007 per a la Igualtat Efectiva de dones i homes. En la seva trajectòria de recerca i comissariat s'ha ocupat especialment de l'anàlisi de la construcció cultural del sexe, el gènere i la sexualitat en l'art posant en valor el feminisme com a acció política de canvi social i la seva interacció amb la creativitat.
Entre 2007 i 2011, va dirigir el Centre Cultural Montehermoso Kulturunea, pioner a Espanya en la incorporació de polítiques d'igualtat entre els sexes en els àmbits de l'art, el pensament i la cultura contemporanis.
El 2008 va engegar conjuntament amb l'antropòloga feminista Lourdes Méndez el curs interdisciplinari, internacional i intergeneracional Producció artística i teoria feminista de l'art. Nous debats. Sota el títol Perspectives feministes en les produccions artístiques i les teories de l'art, des de 2012 aquest curs es desenvolupa a Azkuna Zentroa, Bilbao.

## Premis i reconeixements
- 2019 Premi Gure Artea per a la promoció de les arts plàstiques i visuals per la seva trajectòria com a comissari d'exposicions, un àmbit -va destacar el jurat- en el qual ha incorporat "paritàriament" als i les artistes, i ha revisat "els cànons de la historiografia de l'art oficial".[11]